# Grundsjön (Björna socken, Ångermanland, 708067-164053)
Grundsjön är en sjö i Örnsköldsviks kommun i Ångermanland och ingår i Husåns huvudavrinningsområde. Sjön har en area på 0,179 kvadratkilometer och ligger 256 meter över havet.

## Delavrinningsområde
Grundsjön ingår i det delavrinningsområde (708064-164136) som SMHI kallar för Utloppet av Grundsjön. Medelhöjden är 290 meter över havet och ytan är 2,56 kvadratkilometer. Det finns inga avrinningsområden uppströms utan avrinningsområdet är högsta punkten. Vattendraget som avvattnar avrinningsområdet har biflödesordning 2, vilket innebär att vattnet flödar genom totalt 2 vattendrag innan det når havet efter 77 kilometer. Avrinningsområdet består mestadels av skog (76 procent). Avrinningsområdet har 0,29 kvadratkilometer vattenytor vilket ger det en sjöprocent på 11,3 procent.